# Youssouf Assogba
Youssouf Amouda Assogba (Parakou, 21 agosto 2001) è un calciatore beninese, difensore svincolato della nazionale beninese.

## Caratteristiche tecniche
È un terzino destro.

## Carriera

### Club
Cresciuto nel settore giovanile del Kraké, nel 2019 è stato acquistato dall'Amiens che lo ha aggregato alla propria seconda squadra.

### Nazionale
Il 6 settembre 2019 ha debuttato con la nazionale beninesee giocando l'amichevole vinta 2-1 contro la Costa d'Avorio.

## Statistiche
Statistiche aggiornate al 14 novembre 2020.

### Presenze e reti nei club
| Stagione        | Squadra         | Campionato      | Campionato | Campionato | Coppe nazionali | Coppe nazionali | Coppe nazionali | Coppe continentali | Coppe continentali | Coppe continentali | Altre coppe | Altre coppe | Altre coppe | Totale | Totale | Totale |
| Stagione        | Squadra         | Comp            | Pres       | Reti       | Comp            | Pres            | Reti            | Comp               | Pres               | Reti               | Comp        | Pres        | Reti        | Pres   | Reti   |        |
| --------------- | --------------- | --------------- | ---------- | ---------- | --------------- | --------------- | --------------- | ------------------ | ------------------ | ------------------ | ----------- | ----------- | ----------- | ------ | ------ | ------ |
| 2020-2021       | Amiens 2        | N3              | 4          | 0          |                 | -               | -               |                    | -                  | -                  |             | -           | -           | 4      | 0      |        |
| Totale carriera | Totale carriera | Totale carriera | 4          | 0          |                 | -               | -               |                    | -                  | -                  |             | -           | -           | 4      | 0      |        |

### Cronologia presenze e reti in nazionale
| Cronologia completa delle presenze e delle reti in nazionale ― Benin | Cronologia completa delle presenze e delle reti in nazionale ― Benin | Cronologia completa delle presenze e delle reti in nazionale ― Benin | Cronologia completa delle presenze e delle reti in nazionale ― Benin | Cronologia completa delle presenze e delle reti in nazionale ― Benin | Cronologia completa delle presenze e delle reti in nazionale ― Benin | Cronologia completa delle presenze e delle reti in nazionale ― Benin | Cronologia completa delle presenze e delle reti in nazionale ― Benin |
| Data                                                                 | Città                                                                | In casa                                                              | Risultato                                                            | Ospiti                                                               | Competizione                                                         | Reti                                                                 | Note                                                                 |
| -------------------------------------------------------------------- | -------------------------------------------------------------------- | -------------------------------------------------------------------- | -------------------------------------------------------------------- | -------------------------------------------------------------------- | -------------------------------------------------------------------- | -------------------------------------------------------------------- | -------------------------------------------------------------------- |
| 6-9-2019                                                             | Caen                                                                 | Costa d'Avorio                                                       | 1 – 2                                                                | Benin                                                                | Amichevole                                                           | -                                                                    | 33’                                                                  |
| 9-9-2019                                                             | Algeri                                                               | Algeria                                                              | 1 – 0                                                                | Benin                                                                | Amichevole                                                           | -                                                                    |                                                                      |
| 13-10-2019                                                           | Porto-Novo                                                           | Benin                                                                | 2 – 2                                                                | Zambia                                                               | Amichevole                                                           | -                                                                    |                                                                      |
| 13-11-2019                                                           | Uyo                                                                  | Nigeria                                                              | 2 – 1                                                                | Benin                                                                | Qual. Coppa d'Africa 2021                                            | -                                                                    |                                                                      |
| 17-11-2019                                                           | Porto-Novo                                                           | Benin                                                                | 1 – 0                                                                | Sierra Leone                                                         | Qual. Coppa d'Africa 2021                                            | -                                                                    |                                                                      |
| 11-10-2020                                                           | Lisbona                                                              | Gabon                                                                | 0 – 2                                                                | Benin                                                                | Amichevole                                                           | -                                                                    | 55’                                                                  |
| 14-11-2020                                                           | Cotonou                                                              | Benin                                                                | 1 – 0                                                                | Lesotho                                                              | Qual. Coppa d'Africa 2021                                            | -                                                                    | 90’                                                                  |
| 17-11-2020                                                           | Maseru                                                               | Lesotho                                                              | 0 – 0                                                                | Benin                                                                | Qual. Coppa d'Africa 2021                                            | -                                                                    |                                                                      |
| 27-3-2021                                                            | Cotonou                                                              | Benin                                                                | 0 – 1                                                                | Nigeria                                                              | Qual. Coppa d'Africa 2021                                            | -                                                                    |                                                                      |
| 8-6-2021                                                             | Cotonou                                                              | Benin                                                                | 2 – 2                                                                | Zambia                                                               | Amichevole                                                           | -                                                                    |                                                                      |
| 15-6-2021                                                            | Conakry                                                              | Sierra Leone                                                         | 2 – 1                                                                | Benin                                                                | Qual. Coppa d'Africa 2021                                            | -                                                                    |                                                                      |
| 2-9-2021                                                             | Antananarivo                                                         | Madagascar                                                           | 0 – 1                                                                | Benin                                                                | Qual. Mondiali 2022                                                  | -                                                                    |                                                                      |
| 6-9-2021                                                             | Cotonou                                                              | Benin                                                                | 1 – 1                                                                | RD del Congo                                                         | Qual. Mondiali 2022                                                  | -                                                                    |                                                                      |
| 7-10-2021                                                            | Dar es Salaam                                                        | Tanzania                                                             | 0 – 1                                                                | Benin                                                                | Qual. Mondiali 2022                                                  | -                                                                    | 45+1’ 74’                                                            |
| 10-10-2021                                                           | Cotonou                                                              | Benin                                                                | 0 – 1                                                                | Tanzania                                                             | Qual. Mondiali 2022                                                  | -                                                                    | 57’                                                                  |
| 4-6-2022                                                             | Diamniadio                                                           | Senegal                                                              | 3 – 1                                                                | Benin                                                                | Qual. Coppa d'Africa 2023                                            | -                                                                    | 75’                                                                  |
| 8-6-2022                                                             | Cotonou                                                              | Benin                                                                | 0 – 1                                                                | Mozambico                                                            | Qual. Coppa d'Africa 2023                                            | -                                                                    | 59’                                                                  |
| 24-9-2022                                                            | Mohammedia                                                           | Mauritania                                                           | 1 – 0                                                                | Benin                                                                | Amichevole                                                           | -                                                                    |                                                                      |
| 29-3-2023                                                            | Kigali                                                               | Ruanda                                                               | 0 – 3                                                                | Benin                                                                | Qual. Coppa d'Africa 2023                                            | -                                                                    | 46’                                                                  |
| 23-3-2024                                                            | Amiens                                                               | Costa d'Avorio                                                       | 2 – 2                                                                | Benin                                                                | Amichevole                                                           | -                                                                    | 73’                                                                  |
| Totale                                                               |                                                                      | Presenze                                                             | 20                                                                   |                                                                      | Reti                                                                 | 0                                                                    |                                                                      |